# Dänisch-Schwedische Kriege
Kriege zwischen Dänemark und Schweden wurden zu mehreren Zeitpunkten in der Geschichte ausgetragen. Der Legende nach soll bereits die mythische Schlacht von Bråvalla im 8. Jahrhundert ein erster Höhepunkt der Rivalitäten zwischen Dänen und Schweden gewesen sein. Das neuzeitliche Schweden löste sich erst nach mehreren Unabhängigkeitskriegen aus der spätmittelalterlichen Kalmarer Union (Engelbrekt-Aufstand 1434–1436, Dänisch-Schwedischer Krieg 1464–1471, Dänisch-Schwedischer Krieg 1483–1497, Dänisch-Schwedisch-Lübischer Krieg 1501–1512, Schwedischer Befreiungskrieg 1520–1523). Diese Kriege wurden auch Unionskriege genannt.
Im Folgenden werden aber nur jene neuzeitlichen Kriege aufgelistet, die ab dem 16. Jahrhundert nach der Konsolidierung Schwedens als von Dänemark unabhängiger Nationalstaat unter Gustav Wasa stattfanden. Zu Beginn des 19. Jahrhunderts endeten die kriegerischen Auseinandersetzungen zwischen Dänen und Schweden, ein panskandinavisches Zusammengehörigkeitsgefühl führte Mitte des 19. Jahrhunderts zur Aussöhnung.